# Ханс-Юрген фон Блументал
Ханс-Юрген фон Блументал (на немски: Hans-Jürgen von Blumenthal) е германски аристократ и офицер, екзекутиран от нацисткия режим за ролята му в заговора от 20 юли 1944 г. за убийството на Адолф Хитлер.

## Биография

### Произход и младежки години
Ханс-Юрген е роден на 23 февруари 1907 година в Потсдам, Германска империя, син на граф Ханс (XII) фон Блументал, и е кръстен като Ханс-Юрген Адам Лудвиг Оскар Леополд Бернар Артур. Баща му, полковник в пруската армия, е ранен през Първата световна война. Фамилията Блументал, която губи всичко в хиперинфлацията, се премества в Нойстрелиц през 1926 г.
Ханс-Юрген учи в Потсдамската гимназия до 1928 г. След това изучава право и икономика в продължение на две години в университетите в Кьонигсберг и Мюнхен. Той е близък приятел на най-големия син на последния принц на Прусия, княз Вилхелм от Прусия, доколкото хората казват, че се държат като близнаци.
В ранна възраст е водеща светлина на дясната и монархистка паравоенна организация Stahelhelm, създадена след края на Първата световна война за мъже, които са служили във войната, по-късно открита за всички като цяло. Блументал издава бюлетина Stahlhelm, докато нацистите поемат асоциацията през 1935 г. Той е инструктор в „тайните“ армии. През 1928 г. братовчед му, герой от Първата световна война, Пол Емил фон Летов-Ворбек, му предлага да се формира общ фронт между Германската национална народна партия и Stahlhelm срещу възхода на националсоциализма. Резултатът е така нареченият „Пакт Ворбек-Блументал“.

### Военна служба и екзекуция
През 1935 г., след завършване на обучението си, граф Ханс-Юрген се завръща в Нойстрелиц, където се присъединява към 48-ия пехотен полк като втори помощник-лейтенант. През декември 1936 г. той е повишен в лейтенант.
През лятото на 1938 г. граф Ханс-Юрген става командир и заема длъжността в продължение на два месеца във военното училище в Мюнхен. През същата година той написва принос за илюстрираната книга за момчетата „Ние войници“, но е невъзможно да се каже коя част е написана от него. Докато пише своя принос към книгата, той вече е срещу Хитлер. Приема схващането, което е обичайно сред благородството, че войната противоречи на интересите на Германия.
Още преди нахлуването в Чехословакия става член на германската съпротива. През август 1939 г. граф Ханс-Юрген става капитан. Той поддържа връзка със съпротивата.
Граф Ханс-Юрген води своя батальон до портите на Киев, където през юли 1941 г. е ранен. Той е в армейската болница в Лайпциг до декември 1942 г. Единственият му син, Хуберт, е роден през май 1942 г.
В деня, в който Клаус фон Щауфенберг поставя бомбата, граф Ханс-Юрген е на пост в Бендлерщрасе. Задачата му е да контролира посланията, които да мобилизират Операция Валкирия в полза на преврата. Тъй като името му е на върха на списъка с длъжности, той е първият, който е определен за заговорник. Избягва арест, но не може да излезе от сградата. Той прекарва нощта под арката, откъдето става свидетел на екзекуциите на Щауфенберг, Олбрихт и Мерц фон Кюрнхайм.
Прекарва уикенда със семейството си в Кюмнериц в Западен Пригниц, където забелязва необяснимото падане на огледалото от стената като лошо знамение. На следващия ден, 23 юли 1944 г., той е арестуван от трима агенти на Гестапо, които се го отвеждат с кола, без да може да каже сбогом на жена си, която след това не може да комуникира с него. Всичко това се случва в рамките на половин час. Между това и неговото разглеждане пред Народна съдебна палата (Volksgerichtshof) и незабавната екзекуция в затвора в Пльоцензе на 13 октомври 1944 г., съдбата му е почти неизвестна, с изключение на тънките подробности, споменати в последното му писмо до съпругата му. Присъдата е обявена, както следва:
| „ | В името на германския народ: Георг Шулце Бутгер, Ханс-Юрген фон Блументал, Роланд фон Хослин и Фридрих Шолц Бабиш, добре знаели предварително планираното предателство на 20 юли 1944 г. Те не разкриха нищо и по този начин позволиха на заговора да достигне до зрялост. Така те са завинаги без чест, заедно виновни за най-тежкото предателство, известно на историята. Те са заедно като предатели с убиеца Клаус фон Щауфенберг. С него предадоха всичко, което сме, и за което се борим. Те предадоха жертвите на нашите войници, предадоха народа, Фюрера и Райха. Те имат роля в предателство, което би ни оставило беззащитни на нашите смъртни врагове. За това те са осъдени на смърт. | “ |

В последното писмо до съпругата си, Ханс-Юрген пише:
| „                            | Моя най-придирчива любов! Когато тези думи стигнат до твоите добри, прекрасни ръце, вече няма да бъда на този свят. Аз бях осъден на смърт и пуша последната си цигара. Скоро ще премина във вечността, където пак ще се намерим и никога повече няма да бъдем разделени. Вземам с мен дълбока благодарност за всичко, което ми предложихте и ми беше дадено през последните години... Вчера сънувах, че татко стоеше на прага на килията ми с палтото и шапката си и каза: „Ела, момчето ми, време е!“ Дай любовта ми на децата. Това също е трудна съдба за тях и те ще го разберат много по-късно. В моите мисли отново те взимам в ръцете си. Скоро тази безсмъртна част от мен ще бъде с теб и децата, докато вие всички влезете във вечността и отново ще се съберем. | “ |
| Твой най-искрено любящ Петер | |   |

Защо се е подписал с името Петер е загадка. Вероятно е взаимен знак към жена си, че писмото е истинско или неистинско. Това е едно от християнските имена на сина му. Децата, които споменава в писмото си, са неговият син, Хубертус Петер, тогава тригодишен, и неговата първородна дъщеря.